# Cenne-Monestiés
Cenne-Monestiés  ist eine französische Gemeinde mit 411 Einwohnern (Stand 1. Januar 2022) im Département Aude in der Region Okzitanien. Sie gehört zum Arrondissement Carcassonne und zum Kanton La Malepère à la Montagne Noire.

## Nachbargemeinden
Nachbargemeinden von Cenne-Monestiés sind Villemagne im Norden, Saissac im Nordosten, Carlipa im Osten und Villespy im Südwesten.

## Bevölkerungsentwicklung
| Jahr      | 1962 | 1968 | 1975 | 1982 | 1990 | 1999 | 2013 |
| --------- | ---- | ---- | ---- | ---- | ---- | ---- | ---- |
| Einwohner | 362  | 332  | 322  | 309  | 285  | 310  | 395  |